# Der Jesus-Deal
Der Jesus-Deal ist ein Science-Fiction-Roman des Autors Andreas Eschbach aus dem Jahre 2014, der eine Zeitreise zur Kreuzigung Jesus beschreibt. Er ist die Fortsetzung des 1998 vom selben Autor erschienenen Romans Das Jesus Video.
Der Roman spielt überwiegend im Milieu der evangelikalen Szene in den USA, die die Erscheinungen der Neuzeit als ein Herannahen der Wiederkehr von Jesus Christus in einem Armageddon deuten und den Heiland mit Hilfe der Zeitmaschine in die Jetztzeit holen wollen. Hierzu muss zuvor ein Dritter Weltkrieg, der den Prophezeiungen der Offenbarung des Johannes entsprechen soll, ausgelöst werden. Im Rahmen der Romanhandlung ergeben sich zahlreiche Zeitparadoxa.

## Handlung

### Einleitung
Die Handlung wird zum größten Teil aus der Perspektive eines Jugendlichen namens Michael Barron erzählt, bei dem es sich um den Zweitgeborenen des vermutlich reichsten Mannes der Welt handelt. Letzterer finanziert, vor der Öffentlichkeit weitgehend verborgen, die evangelikalen Bewegungen der Welt, ist selbst strenggläubiger evangelikaler Christ. Sein Vermögen hat er mit Hilfe von Erkenntnissen gemacht, die ihm durch eine vermeintlich zufällige Begegnung mit einer unfreiwilligen Zeitreisenden in die Hände gefallen sind. Es handelt sich dabei um ca. 35 Jahre in der Zukunft liegende Börseninformationen. Hierdurch konnte er bei Wertpapiergeschäften stets die richtige Entscheidung treffen.
Zunächst wird die Schlussszene aus dem Buch Das Jesus Video aus anderer Perspektive neu berichtet. Hierbei ging es darum, dass den Protagonisten des früheren Buches das namensgebende Video entwendet wurde, vermeintlich von Schergen des Vatikans. Tatsächlich, so erfährt man nun, steckten hinter dem Coup Hilfskräfte des Vaters des Erzählers. Dieser weiht seine Söhne, allen voran den Erstgeborenen Isaak, und die Vertreter zahlreicher evangelikaler Bewegungen in den Fund ein, wobei die Beweggründe zunächst im Dunkeln bleiben, da man sich darüber einig ist, dass ein Veröffentlichen von Aufnahmen Jesu wegen der zu erwartenden öffentlichen Diskussionen untunlich ist.

### Der Auftrag an die Brüder
Der Erzähler der Geschichte, zu Beginn der Handlung ca. 14 Jahre alt, zeichnet sich dadurch aus, dass er – anders als sein älterer Bruder und trotz der massiven Indoktrination seit frühester Kindheit – im Inneren ein Skeptiker bezüglich der evangelikalen Lehre und ihrer Ablehnung der Evolutionstheorie geblieben ist. Mitgefühl geht ihm über Glauben und er hat eine ausgezeichnete Beobachtungsgabe. Diese wird seinem älteren Bruder zum Verhängnis, verrät er diesem doch den Code des Tresors seines Vaters, in dem sich das Video befindet. Der ältere Bruder sieht es sich an und verliert darüber seine bisherigen Gewissheiten, überwirft sich mit dem Vater und wird für immer des Hauses verwiesen. Er endet später an AIDS erkrankt, im Elend und stirbt, ohne sich mit seinem Vater versöhnt zu haben.
Nunmehr soll der zweitgeborene Sohn auf eine wichtige, ihm aber zunächst im Detail nicht bekannte Mission vorbereitet werden, die mit einer Zeitreise in die Zeit Jesu Christi zu tun hat. Mit Hilfe seiner Geldmittel hat der Vater einen russischen Wissenschaftler beauftragt, die Möglichkeiten der ihm bereits bekannten Zeitreise (aus seinem eigenen Erlebnis) wissenschaftlich zu ergründen und ein Gerät dazu zu bauen.
Hierbei stellt sich heraus, dass ein funktionierender Zeitreiseimpuls nur möglich ist, wenn bestimmte Raumzeitkonstellationen gegeben sind, die mit der Rotation der Erde, der Sonne und der Milchstraße im Universum zu tun haben. Eine solche Konstellation bestand im Schweden des Jahres 1994 und einer Straße im Oklahoma des Jahres 1959. Der ausgelöste Impuls transportierte eine herzkranke Schwedin mit einer Zeitschrift in der Hand direkt vor das jüngere Ich von Michaels Vater, der dadurch eine Ahnung von Zeitreisen bekam. Sein Vermögen macht er an der Börse anhand eines Artikels, der diverse Kursverläufe aufführte.

### Der Plan der Zeitreise
Michaels Vater stellt nun ein Zeitreiseteam zusammen, das aus vier glaubensstarken jungen Männern, die als Waisen in evangelikalen Kinderheimen aufwuchsen, und aus Michael besteht. Letzterer hat seine Zweifel stets vor dem Vater verborgen. Die fünf sollen innerhalb der nächsten sieben Jahre, wenn sich eine Zeitreisekonstellation zur Kreuzigung Jesu ergeben wird, in alten Sprachen wie der aramäischen und in Handwerkskünsten geschult werden. Getarnt werden die Maßnahmen als Vorbereitungen zu einem großen Bibelparkprojekt, in dem Darsteller originalgetreu agieren sollen. Außerdem finden die Vorbereitungen in der tiefsten amerikanischen Provinz statt.

### Der Auftritt von John Kaun
Danach wechselt die Perspektive zu John Kaun, dem Medientycoon des früheren Buches, der die Ausgrabungsarbeiten in Israel initiiert und dem jungen Studenten Stephen Foxx ein Katz-und-Maus-Spiel um das Jesus-Video geliefert hatte. Er hatte schlussendlich das Jesus-Video gesehen, bevor es von seltsamen Eingreiftruppen entwendet wurde. Dieses Video hat auch sein Leben verändert, er lebt in der amerikanischen Provinz als Mitinhaber einer Kartoffelchipsfabrik, ist wieder verheiratet und hat eine 5-jährige Tochter.
Als diese an Leukämie erkrankt, begegnet ihm an einem Provinzkrankenhaus ein junger Mann mit einem Feuermal im Gesicht. Genau ein solches sah er zuvor in dem Video Jesus durch Handauflegen entfernen. Als er – auch angesichts der Diagnose seiner Tochter – wieder einen klaren Gedanken fassen kann, schließt er daraus, dass der junge Mann einer der Zeitreisenden sein wird, die das Jesus-Video zurücklassen, und macht sich auf die Suche nach ihm.
Hierzu aktiviert er seine früheren Beziehungen, weil er sich erhofft, auf diese Weise eine Heilung für seine todkranke Tochter zu finden. Er hat eine Begegnung mit seinem früheren Sicherheitschef, der inzwischen – unter anderem Namen lebend – für den Vater von Michael arbeitet. Der Sicherheitschef stürzt in einen Gewissenskonflikt, als er von Kaun erfährt, dass dieser den Zeitreisenden deshalb sucht, um ihn mit seiner Tochter zu begleiten, damit Christus sie heilt.

### Die neue Hoffnung
In dieser Situation wird der Sicherheitschef von einem seltsamen alten Mann kontaktiert und gibt an Kaun eine Information weiter, dass er Michael zu einem bestimmten Termin in einem Hotel in Jerusalem treffen kann. Dorthin ist das Zeitreiseteam inzwischen gereist, um die Zeitreise konkret vorzubereiten. In dem Gespräch eröffnet Michael ihm, dass seine Tochter nicht in die Zeit zurückreisen muss, um gerettet zu werden, sondern er in wenigen Tagen mit Jesus in die Gegenwart zurückkehren und seine Tochter dann geheilt werde. Zu diesem Zeitpunkt weiß er noch nicht, dass die Rückkehr erst in dreieinhalb Jahren stattfinden soll (während in der Gegenwart die atomare Apokalypse stattfinden muss).
Nachdem Michael nicht wie erwartet zurückkehrt, verliert Kaun die Hoffnung, erfährt aber wie zufällig unmittelbar darauf von einer neuen Heilungsmethode für seine Tochter, für die er sein Knochenmark spenden muss. Hieran stirbt er aufgrund seiner Vorerkrankungen, aber seine Tochter überlebt. Es hat den Anschein, als hätte diese Episode nichts mit der eigentlichen Handlung zu tun. Zuvor nimmt Kaun allerdings noch Kontakt zu Stephen Foxx auf, bittet ihn zu einem Gespräch und versucht ihn davon zu überzeugen, dass ein menschengemachtes Armageddon bevorsteht, ausgelöst letztlich von Samuel Barron, das es gemeinsam zu verhindern gilt. Foxx bleibt skeptisch, erhält nach dem Tod von Kaun dessen gesammeltes Material zu der Sache zugesandt, misst ihm allerdings zunächst keine Bedeutung bei.

### Der Weg zum Armageddon
Die Zeitreise beginnt wie geplant. In der Zwischenzeit unterstützt der Vater Michaels die US-Präsidentschaftskandidatur eines evangelikalen Bewerbers, der zwar im Vorwahlkampf unterliegt, aber in die Regierung geholt wird. Mit Hilfe dunkler Machenschaften wird zunächst der US-Vizepräsident mit Hilfe eines aufgebauschten Skandals ausgeschaltet, zum neuen Vizepräsidenten wird der besagte Protegé von Michaels Vater. Danach wird auch der Präsident zeitweilig durch ein Attentat ausgeschaltet und der Vizepräsident übernimmt nach dem 20. Zusatzartikel zur Verfassung der Vereinigten Staaten die Amtsgeschäfte. Nun muss die Apokalypse in die Wege geleitet werden. Hierzu soll der Dritte Weltkrieg ausgelöst werden – durch ein Attentat mit einem Flugzeug, das auf dem Tempelberg in Jerusalem zum Absturz gebracht werden soll.
Nachdem Erkenntnisse des Mossad auf ein bevorstehendes einschneidendes Ereignis hindeuten, werden Stephen Foxx und seine aus Israel stammende Frau dorthin gebeten. Foxx steuert seine Erkenntnisse aus dem Gespräch mit Kaun bei und sie erkennen, dass der Absturz eines ferngesteuerten Jumbo-Jets kurz bevorsteht. Es gelingt im letzten Moment, die Leitzentrale einzunehmen und das Flugzeug über unbewohntes Gebiet zu steuern, über dem es explodiert. Michaels Vater wird kurze Zeit später nach einem Geheimprozess wegen versuchten Massenmordes von Agenten des Mossad hingerichtet und der Todesfall als Selbstmord getarnt. Ebenso kommen der russische Wissenschaftler und der Chef der Sicherheitsfirma von Michaels Vater zu Tode. Da Michaels Vater in dem Glauben an Jesu Rückkehr und das ewige Leben kein Testament hinterlassen hat, seine Frau die Scheidung eingereicht hat und Michael verschollen bleibt, fällt sein Vermögen an den Staat.

### Das Jesus-Interview
Im hinteren Teil des Buches sind Ausschnitte aus einem Interview eingestreut, in denen Michael einem (zunächst) unbekannten Interviewer von der Zeitreise berichtet. Nachdem das Team mit dem als Felsblock getarnten Zeitreisegerät auf einer Anhöhe nördlich von Jerusalem gelandet ist, machen die jungen Leute sich, als Händler aus Griechenland verkleidet, auf die Suche nach Jesus und seinen Jüngern. Nach einigen Fehlschlägen und nachdem ihnen die Gewaltherrschaft der römischen Besatzungsmacht – sie erblicken mehrere elend am Kreuz Gestorbene – deutlich wird, finden sie Jesus und werden Zeugen eines herausragenden und charismatischen Menschen. Dabei wird auch das Feuermal eines der Reisenden geheilt. Als die Kreuzigung naht, versucht Michael die anderen angesichts der unglaublichen Brutalität des Leidens Jesu davon zu überzeugen, den noch Lebenden vom Kreuz zu retten. Die anderen, die anders als Michael von der göttlichen Vorsehung und Christi Auferstehung überzeugt sind, wehren sich. Es kommt zum Handgemenge an Bord der Zeitmaschine und aus einem der Revolver, die das Team zu Verteidigungszwecken mit sich führt, löst sich ein Schuss und löst eine Fehlfunktion aus. Die Zeitreisenden werden somit nicht mehr zu Zeugen des Zeitpunktes, an dem Jesus gestorben ist, und bekommen auch nicht mehr die danach folgenden Vorgänge mit. Der Autor enthält damit den Leserinnen und Lesern die Behandlung der Frage vor, ob die Auferstehung Jesu in seinen Augen stattgefunden hat oder nicht. In welchen Zeiten die anderen stranden, wird am Ende des Buches kurz erwähnt.

### Der Epilog
Die Witwe von Kaun findet ein Video ihres Mannes mit dem obigen Interview. Es handelte sich um ein Gespräch zwischen Kaun und John Specter, einem alten englischen Sektenführer, der 1940 die Bewohner einer englischen Kleinstadt vor einer Bombardierung durch die deutsche Luftwaffe gerettet hatte. Er outet sich als der alt gewordene Michael Barron, den es infolge eines Problems mit der Zeitmaschine in das England des Jahres 1940 verschlagen hat, während die anderen Zeitreisenden bei der Fehlfunktion in anderen Zeitaltern gelandet sind. Der alte Mann fühlte sich an seine Zusage aus Jugendtagen, die Tochter von Kaun zu retten, gebunden. Er finanzierte daher die Leukämieforschung, und zwar aus Börsengewinnen, da er sich an Aussagen seines Vaters zu dessen Vermögensgeschäften erinnerte. Außerdem bat er Kaun zu helfen, dass es nicht zum Armageddon kommt. Von ihm stammte auch der Hinweis, der zu dem Treffen von Kaun mit dem jungen Michael führte. Kurz nach dem Gespräch verstarb der alte Mann. Im Wissen der Fehlfunktion der Zeitmaschine hatte er zuvor noch versucht, den eigenen Vater zu warnen, dass sein Plan scheitern wird. Dieser verstand die Warnung allerdings nicht und setzte seine Geheimagenten auf ihn an, wodurch Michael, wenn auch unbeabsichtigt, zu Tode kam.

## Rezensionen
- Lukas Jenkner in der Stuttgarter Zeitung: „Der Jesus-Deal ist wohl nur etwas für eingefleischte Fans von Andreas Eschbach. Wer auf eine echte Fortsetzung von Das Jesus Video gehofft hat, wird ebenso enttäuscht wie jene, die einen klassischen Zeitreise-Roman erwarten.“[2]
- Britta Kretschmer: „Der Jesus-Deal ist wahrlich keine Fortsetzung [...] von Das Jesus-Video 2. Da, wo das erste Buch seinen Schwerpunkt auf die actionreiche Jagd gelegt hatte, liefert das zweite Hintergründe und Innenansichten. Weit deutlicher geht es auf das große Spannungsfeld zwischen Glauben und Wissen ein, stellt (fundamentalistisch) religiöse Einstellungen dar und wirft die sehr persönliche Frage nach dem eigenen Standpunkt auf.“[3]

## Übersetzungen
- 2014: Het armageddon-complot (niederländisch), ISBN 978-90-452-0548-9
- 2016: L’Affaire Jesus (französisch), ISBN 978-2-84172-755-1